# مارانیائو
مارانیائو (به [Maranhão] Error: {{Lang-xx}}: متن دارای نشانه‌گذاری ایتالیک است (راهنما)) یکی از ایالت‌های برزیل است که در شمال شرقی این کشور قرار دارد.
مرکز این ایالت شهر سائولوئیس می‌باشد.

## جغرافیا
این ایالت ۳۳۱٬۹۸۳٬۲۹۳ کیلومتر مربع مساحت دارد.
در سال ۲۰۰۶ جمعیت آن ۶٬۱۸۴٬۵۳۸ نفر تخمین زده شده است.